# شیرمرد (فلارد)
شیرمرد، روستایی در استان چهارمحال و بختیاری دهستان شهریار بخش مرکزی شهرستان فلارد در استان چهارمحال و بختیاری ایران است.

## جمعیت
بر پایه سرشماری عمومی نفوس و مسکن در سال 1400، جمعیت این روستا برابر با 1500 نفر (300 خانوار) بوده‌است.